# الاتحاد الاجتماعي والسياسي للمرأة
كان الاتحاد الاجتماعي والسياسي للمرأة حملة مكافحة منظمة للاقتراع للنساء في المملكة المتحدة من عام 1903- 1917. وكانت عضويتها وسياسيات الرقابة لديها متحكمة بشدة من قبل إميلين بانكيرست وبناتها كريستبال وسيلفيا (على الرغم من انفصال سيلفيا). إذ كانت معروفة بالإضراب عن الطعام (والتغذية القسرية)، وكسر النوافذ في المباني البارزة، وإشعال الحرائق ليلاً من المنازل والكنائس غير المأهولة بالسكان.

## التكوين
تأسس الاتحاد السياسي الاجتماعي للمرأة في منزل عائلة بانكهيرست في مانشستر يوم 10 أكتوبر 1903، من قبل ستة نساء منهم إميلين وكريستابل بانخورست التي سرعان مابرزت كقائدة للمجموعة. مشتق من الاتحاد السياسي والاجتماعي للمرأة انشق عن ان الاتحاد الوطني لغير المتشددين لجمعيات حق الاقتراع للمرأة، وكله خيبة أمل بسبب عدم نجاح تكتيكاتها  في اقناع السياسيين من خلال الاجتماعات التي تم عقدها.
قرر مؤسسي الاتحاد تشكيل منظمة المرأة فقط، التي من شأنها النضال من أجل الإصلاحات الاجتماعية وأيضا بالتعاون مع حزب العمال المستقل. ومن شأنها أيضا منح المرأة حق التصويت، معتبرا أن ذلك كان عاملا رئيسيا في المساواة بين الجنسين. وقامت باعتماد شعار «أعمالا لا أقوالا» من أجل توضيح موقفهم المتشدد. في عام  1913م قام الاتحاد الاجتماعي والسياسي للمرأة بتعيين المناضلة بقوة نورا داكر فوكس (عرفت فيما بعد باسم نورا إيلام) بمنصب الأمين العام. تعمل داكر فوكس كوسيط تجاري فعال  للغاية  ويلقون كلمات في الاجتماعات الأسبوعية للاتحاد الاجتماعي والسياسي للمرأة والعديد من كتابات كريستا بانكهيرست.

## الحملة الانتخابية في وقت مبكر
في عام 1905، أقنع المجموعة عضو البرلمان بامفورد سلاك لتقديم مشروع قانون الانتخاب للمرأة، الذي تم التحدث عنه مسبقا، وقد جعلت الدعاية المجموعة تتوسع بشكل سريع. تغيرت تكتيكات وتحركات الاتحاد الاجتماعي والسياسي للمرأة بعد فشل مشروع القانون. وضعوا تركيزهم على مهاجمة أيهما كان حزب سياسي في الحكومة، ورفض دعم أي تشريع والتي لم تشمل منح حق التصويت للنساء. وهذا يترجم إلى التخلي عن التزامها المبدئي في دعم إصلاحات الاجتماعية الفورية.
وفي عام 1906 بدأت المجموعة بالقيام بسلسلة من المظاهرات والضغط على البرلمان مما أدى إلى اعتقال وسجن أعداد كبيرة من أعضائها. وحققت هذه المحاولة تحقيق مساواة في الحقوق اهتماما وطنيا عندما جادل مبعوثا من ثلاثة مائة امرأة، يمثلون أكثر من 125,000 المطالبات بحق اقتراع المرأة لاقتراع المرأة مع رئيس الوزراء، السيد هنري كامبل بانرمان. واتفق رئيس الوزراء مع حجتهم ولكن «كان علي القيام بأي شيء على الإطلاق حول هذا الموضوع»، وحثت النساء إلى «المضي قدما» والتحلي ب«فضيلة الصبر».
ونصح كامبل بانرمان بعض النساء أن يكونوا صبورات لان العمل من أجل حقوق المرأة يصل إلى خمسين عاما. وكانت نصيحته أن الاستمرار بالمضايقة يبرهن على عدم الحكمة. وقد أثارت كلماته وافكاره الطائشة غضب المتظاهرين و«هذه الكلمة الحمقاء حركت المقاومة وأوضحت انه لا رجعة فيه، وبدأت مرحلة من مراحل الثورة». وقد علق تشارلز هاندز على هذه الظاهرة في صحيفة ديلي ميل والتي وصفت لأول مره أعضاء الاتحاد الاجتماعي والسياسي للمرأة بانهم مطالبين بحقوق الاقتراع للمرأة وفي عام 1907م عقدت المنظمة أول اجتماعاتها البرلمانية والكثير من «البرلمانات النسوية» التي تم تنظيمها.
وبعد ذلك صوت حزب العمال لدعم الاقتراع العالمي. وهذا قسم من الاتحاد الاجتماعي والسياسي للمرأة والذي قبل دائما بالمؤهلات الملكية التي تتطبق فعليا لمشاركة المرأة في الانتخابات المحلية. بدأت المجموعة لتنظيم أكثر صراحة بين نساء الطبقة المتوسطة وأوضحت رفضهم لجميع الاحزاب السياسية وهذا حدث تحت توجيه كريستابال. وهذا جعل مجموعة صغيرة من الأعضاء البارزين تترك وتشكل رابطة الحرية للمرأة.

## تطور الحملات الانتخابية
بعد انقسام الاتحاد الاجتماعي والسياسي للمرأة مباشرةً في فصل الخريف من عام 1907م أسس فريدريك وإيملان بيثرك لورانس صحيفة خاصة بالاتحاد الاجتماعي والسياسي للمرأة للتصويت من أجل المرأة. وكان لورانس من قائدي الاتحاد حتى عام 1912م وكان يشرف على تحرير الصحيفة ويدعمها ماليا خلال السنوات الأولى.
أعتمد الاتحاد في عام 1908 الالوان التالية رسمياً للاتحاد وهي البنفسجي والأبيض والأخضر. وقد أختار وإيملان بيثرك لورانس هذه الالوان لأسباب  «البنفسجي يرمز إلى الدم الملكي الذي يتدفق في عروق كل واحد منهم، والأبيض يرمز للنقاء في الحياة الخاصة والعامة، والأخضر يرمز إلى لون الأمل وشعار الربيع» وأظهر شهر يونيو عام 1908 م أول استخدام لهذه الالوان في العامة عندما عقدوا التجمع في هايد بارك التجمع النسائي يوم الأحد ب 300000 مرأة.
أسس الاتحاد الاجتماعي والسياسي للمرأة شهر فبراير من عام 1907 صحافة المرأة والتي أشرفت على النشر والدعاية للمنظمة وتسويق مجموعة من المنتجات من عام 1908 يظهر الأسماء والالوان للاتحاد الاجتماعي والسياسي للمرأة.
عملت صحافة المرأة في أنحاء لندن والاتحاد الاجتماعي والسياسي للمرأة محلات تجارية لبيع منتجات الاتحاد الاجتماعي والسياسي للمرأة. كان النشيد الرسمي للاتحاد «بؤس المرأة» حتى شهر يناير عام 1911م وقد وضعت الكلمات من قبل فلورنسا ماكولي على طريقة «النشيد الرسمي لفرنسا» وفي نفس الشهر غُير النشيد الرسمي إلى «مسيرة النساء» تلحن من قبل إثيل سميث وكُتب من قبل سيسيلي هاميلتون.

### الحملات الانتخابية وكونها أصبحت متشددة
في جانب المعارضة فقد أستمرت على سجن العديد من أعضائها، وقدم الاتحاد الاجتماعي والسياسي للمرأة إضراب السجناء عن الطعام في بريطانيا وسياسية السلطات في الإجبار على تناول الطعام وقد ربحت حركات المطالبات بحق الاقتراع للمرأة تعاطف عامة الشعب. أصدرت الحكومة في وقت لاحق بعد المطالبات من الشعب للسجناء «اطلاق سراح موقت بسبب سوء الصحة الجسدية» أصدر القانون في عام 1913 (وكان معروف «قانون القط والفأر») والتي  تسمح بأطلاق سراح حركة المطالبين بحق الاقتراع للمرأة كونهم في حالة مزرية تسبب موتهم بسبب سوء التغذية. ومع ذلك كان من  الممكن أعادتهم للسجن مرة أخرى في حالة أصبحوا بصحة جيدة كل هذا كان لتجنب التغذية الجبرية. نظم الاتحاد الاجتماعي والسياسي للمرأة فريق امني من جميع النساء يعرف بالحارس الشخصي كرد على ما حدث وتم تدربيهم تم من قبل إديث مارغريت جيرود وبقيادة جيرترود هاردينغ وكان الهدف منها حماية أفراد حركة المطالبين بحق الاقتراع للمرأة من العودة مرة أخرى إلى السجن.
وقدم مشروع لحق الاقتراع جديد عام 1910 ولكن المسؤولين لم يتحلوا بالصبر وقد أطلقت الاتحاد الاجتماعي والسياسي للمرأة حملة مظاهرة شديدة في عام 1921 وهدفها استهداف الممتلكات وتجنب العنف تجاه أي شخص. بدأت هذه المظاهرات بكسر وتحطيم واجهات المتاجر وانتقلت إلى حرق المنازل الفخمة والمباني العامة منها كنيسة دير وستمنستر. أدت هذه الشهرة إلى موت إميلي ويلدينغ دافيدسون عن طريق دهسها من قبل حصان الملك. (والتي كانت تهدف إلى ثني لافته حركة المطالبين بالاقتراع) في سباق ابسوم عام 1913.
تضم عدد من الأعمال المسلحة التي كانت تؤدى ليلا عن طريق احراق المنازل غيرالمأهولة بالسكان (منهم وزير الخزانة ديفيد لويد جورج) والكنائس. حطم حركة المطالبة بحق الاقتراع للمرأة نوافذ المحلات الراقية والمكاتب الحكومية. وأيضا قطعوا خطوط الهاتف وكانوا يبصقون على الشرطة والسياسيين، وحرق الشعارات، وإرسال رسائل تفجيرية، ودمروا البيوت الخضراء في حديقة كيو، وغللوا انفسهم واحرقوا منازل. أصيب طبيب بسوط في واحدة من حركة المطالبة بالاقتراع للمرأة في مجلس العموم البريطاني. والقى ماري لي في 18 جولاي من عام 1912 فأس صغيرة على رئيس الوزراء هربرت هنري أسكويث.
في المساء من يوم 9 مارس عام 1914 قام عدد من أعضاء حركة المطالبة بحق الاقتراع يقدر بـ 40 المتشددين. وذلك يتضمن أعضاء حارس شخصي. وتشاجر عدد منهم مع رجال الشرطة الذين كانوا يحاولون إعادة اعتقال إميلين بانكيرست خلال مظاهرة مؤيدة للاقتراع في شارع ما. في اليوم التالي، عضو من حركة المطالبة ماري ريتشاردسون (المعروف باسم أحد النشطاء الأكثر تشددا، وتسمى أيضا «المشرح» ريتشاردسون) مشى في المعرض الوطني وهاجم دييغو فيلاسكيز بالساطور للحوم. وفي عام 1913م تسببت هذه الحركة مبالغ مالية قدرها 54.000 جنيه إسترليني كقيمة للاضرار التي حدثت ومايقارب 36.000 من الاموال حدثت في شهر أبريل فقط.

## الاتحاد الاجتماعي والسياسي للمرأة خلالالحرب العالمية الأولى
أثناء اندلاع الحرب العالمية الأولى عام 1914 كانت كريستابل بانخورست تعيش في باريس من أجل تشغيل المنظمة بدون شعورها بالخوف من الاعتقال. وقد مكنتها سيطرتها الاستبدادية على الرغم من معارضة كيتي ماريون وغيرها. واعلن بعد وقت قصير من اندلاع الحرب انه يجب أن يتخلى الاتحاد الاجتماعي والسياسي للمرأة عن حملاتها لصالح الموقف الوطني ودعم الحكومة البريطانية في الحرب. وتوقف الاتحاد الاجتماعي والسياسي للمرأة عن النشر في الصحيفة. وتم إنشاء مجلة جديدة في أبريل عام 1915 وكان غالبية الأعضاء وعدد قليل من الذين أَنْشَؤوا  الصحيفة للاتحاد الاجتماعي والسياسي للمرأة والمستلقين منهم داعمين للحرب. وفي عام 1917 تلاشى اهتمام العامة بهذا الاتحاد وب إميلين بانكيرست مؤسسة حزب المرأة.

## التأثير
كان الاثر الإيجابي التي خلفته هذه الحملة  مثل جذب الدعاية الهائلة وإجبار المتعدين  لتنظيم أنفسهم بشكل أفضل.